# الصاغة (فلم)
الصاغة  فيلم دراما للمخرج أحمد السبعاوي  عام 1996 كتب القصة والسيناريو والحوار محسن الجلاد. الفيلم من بطولة فيفي عبده، كمال الشناوي، جمال عبد الحميد، صلاح عبد الله، وفؤاد خليل  وتدور أحداثه حول أدهم الحوت، ملك تجارة الذهب، المسيطر على أسعاره وعلاقاته النسائية وزيجاته المتعددة التي تقوده إلى فتحية، فاتنة الصاغة، التي تتسبب في مشاكل وصدامات كثيرة.
صدر الفيلم إلى دور العرض المصرية في 28 أبريل 1996.
منح موقع قاعدة بيانات الأفلام العربية «السينما.كوم» الفيلم درجة 3.7/ 10.

## طاقم التمثيل
فيفي عبده: في دور فتحية فتوح (فاتنة الصاغة)
كمال الشناوي: في دور أدهم الحوت (ملك الصاغة وزوج فتحية الأول)
جمال عبد الحميد: في دور عبده (عامل ماهر بورشة الحوت)
صلاح عبد الله: في دور لبيب (مساعد الحوت)
فؤاد خليل: في دور شلبي (خال فتحية العاطل)
يسري العشماوي: في دور شكري بيه (مسئول كبير فاسد يساند الحوت)
محمد رضا: في دور المعلم إبراهيم (تاجر الذهب وزوج فتحية الثاني)
إيناس مكي: في دور سالي (المطربة الناشئة اللعوب)
رمزي غيث: في دور سليمان
محمد عبد الجواد: في دور الدكتور مجدي إبراهيم (ابن إبراهيم)
سحر عبد الله: في دور إبتسام
وداد حمدي: في دور أم فتحية
عادل هلال: في دور القاتل (من رجال الحوت)
بالاشتراك مع: عثمان عبد المنعم – علي السبع – أحمد سامي عبد الله – كمال الزيني – محمد مندور – عمر عز الدين – محمد بيكر

## أحداث الفيلم
يمتلك أدهم الحوت (كمال الشناوي)، ملك الصاغة، أكبر كمية من الذهب ويتحكم في أسعار الذهب، ويهدد التجار بخفض سعر الذهب مما يؤدي لإفلاسهم، فيضطرون للخضوع لأوامره. أدهم الحوت متزوج من 4 نساء وله علاقات نسائية كثيرة، ويعجب بفاتنة الصاغة فتحية فتوح (فيفي عبده) التي تعمل دلالة في بيع الذهب، وتحب الشاب عبده (جمال عبد الحميد) العامل الماهر بورشة أدهم الحوت، ولكنها أمام إغراء ثروة الحوت تضرب بحبها عرض الحائط، وتقبل الزواج من الحوت. تنتقل فتحية إلى فيلا الحوت وتترك البدروم وتصطحب معها والدتها (وداد حمدي)، التي لا ترضى عن هذه الزيجة، وخالها العاطل شلبي (فؤاد خليل) لينعموا جميعا في خير الحوت. يعاني الحوت من تحدي الدكتور مجدي (محمد عبد الجواد) ابن إبراهيم (محمد رضا) تاجر الذهب، وقد تخرج مجدي من كلية الطب وافتتح محلا للذهب بالصاغة، وراح يتحدى الحوت ويرفع عليه مزاد الذهب، ويخشى والده إبراهيم من إنتقام الحوت ورجاله فيسارع بإرساله للخارج لإكمال تعليمه. تكتشف فتحية خيانة الحوت مع المطربة الناشئة اللعوب سالي (إيناس مكي) ويضطر الحوت لطلاق فتحية وإعادتها وأهلها للبدروم، ويتزوج من سالي. تتمادى فتحية في دلالها علي المعلم إبراهيم حتى يطلبها للزواج فتطلب منه في المقابل نصف المحل والورشة والعصمة بإسمها. يتم الزواج وتبدأ في إدارة المحل وتحدي الحوت، ولكنها تكتشف ضعف زوجها أمام الحوت، فتلجأ لشكري بيه (يسري العشماوي) المسئول الكبير الفاسد الذي يساند الحوت والذي سبق له أن تحرش بها أثناء زواجها من الحوت وصدته، وتعرض عليه مساندتها مقابل الرضوخ لرغباته، وأن تصبح عشيقته مقابل الإطاحة بالحوت. يقوم شكري بيه بإيهام الحوت أن هناك شخصية أكبر منهما تساند فتحية وينصحه بالابتعاد عن طريقها. يحاول شكري تلفيق جريمة للحوت دون جدوى مما يدعو الحوت للانتقام من شكري ويرسل رجله (عادل هلال) لقتل شكري بيه، وعندما ينتهي الرجل من مهمته يطلق الحوت عليه النار لقتله، ولكنه يصاب إصابة خطيرة. تدخل فتحية المزاد أمام الحوت تريد أن تمتلك أكبر كمية من الذهب لتسيطر على السوق، يرفع الحوت السعر لمبلغ كبير حتى يورط فتحية، وعندما يعترض إبراهيم على الأسعار تطلقه فتحية وتطرده من المحل فيسقط مريضا. يعود مجدي ابن إبراهيم من الخارج لينقذ والده، ويطرد فتحية من إدارة المحل، فتلجأ هي إلى عبده وتطلب منه أن يقتل مجدي ولكنه يرفض بشدة ويتركها، ويحضر الحوت لينذرها بترك الصاغة، فتتشاجر معه وتسقط على بوتقة الذهب المنصهر الذي يغطي وجهها ويشوهه، بينما يتمكن رجل الحوت القاتل من الإعتراف للشرطة بأن محرضه على قتل شكري بيه هو الحوت، فيتم القبض عليه.

## وصلات خارجية
- مقالات تستعمل روابط فنية بلا صلة مع ويكي بيانات
- الصاغة على موقع الدهليز
- الصاغة على موقع كاروهات